# 노르웨이 에어 셔틀
노르웨이 에어 셔틀(영어: Norwegian Air Shuttle)은 노르웨이의 저비용 항공사로 기내 특징은 기내식 유료 사전 좌석 지정 유료 수하물 유료 착륙 직전 기내 청소를 위해 쓰레기를 수거하는 등 서비스의 철저한 효율화를 도모한다. 오슬로 가르데르모엔 공항, 스타방에르 공항, 바르샤바 쇼팽 공항, 류게 공항이 허브 공항으로 1993년에 설립되어 노르웨이의 저비용 항공사 중에서 가장 규모가 큰 편에 속한다.

## 보유 기종
- 2015년 10월 기준으로 노르웨이 에어 셔틀은 다음과 같은 기종을 보유하고 있으며 평균 기령은 5.6년이다.[1][2][3]